# Byre
Byre (Madrid, 29 de desembre de 1998) és un youtuber espanyol que puja vídeos sobre sabatilles i moda. A més de pujar vídeos a YouTube també crea contingut en altres xarxes socials com Twitch, Instagram, Twitter i TikTok.
Va crear el seu canal de YouTube l'any 2013, i va començar a pujar vídeos de videojocs com Call Of Duty o Clash Royale. Després d'un any d'inactivitat en xarxes canviar el seu contingut per complet i és aquí on va començar a pujar contingut de sabatilles i moda. Després d'acabar l'educació secundària obligatòria començar a cursar un cicle de Disseny Gràfic en el qual es va graduar. Va treballar un temps en el negoci familiar fins que va poder dedicar-se a viure de Youtube.
La sèrie més coneguda del seu canal són les Batalles de outfits. Un esdeveniment en el qual Byre lliura un premi als millor vestits.